# Angry Birds Space
Angry Birds Space is een computerspel dat deel uitmaakt van de Angry Birds-computerspelserie en werd op 22 maart 2012 uitgebracht door Rovio Entertainment.

## Gameplay
Het is het vierde spel uit de Angry Birds-serie en speelt zich af in de ruimte, waar de vogels kunnen zweven rond een of meerdere hemellichamen die aantrekkingskracht uitoefenen. Er is ook een nieuwe vogel beschikbaar. Het spel bevatte eerst 60 levels met extra beschikbare levels via een gratis update of betalende aankopen. Angry Birds Space is gelanceerd op iOS, Android, pc en Mac. Er is intussen ook een Windows Phone en Windows 8-versie uitgebracht.

## Hoofdstukken
| Hoofdstuk | Datum             | Levels | Naam               |
| --------- | ----------------- | ------ | ------------------ |
| 1         | 22 maart 2012     | 30     | Pig Bang           |
| 2         | 22 maart 2012     | 30     | Cold Cuts          |
| 3         | 27 april 2012     | 10     | Fry Me to the Moon |
| 4         | 31 mei 2012       | 30     | Utopia             |
| 5         | 22 augustus 2012  | 30     | Red Planet         |
| 6         | 8 januari 2013    | 30     | Pig Dipper         |
| 7         | 13 september 2013 | 30     | Cosmic Crystals    |
| 8         | 5 juni 2014       | 20     | Beak Impact        |
| D         | 22 maart 2012     | 30     | Danger Zone        |
| E         | 22 maart 2012     | 18     | Eggsteroids        |

## Platforms
| Jaar | Platform                                                   |
| ---- | ---------------------------------------------------------- |
| 2012 | Android, iPad, iPhone, Macintosh, Windows en Windows Phone |
| 2013 | BlackBerry                                                 |

## Ontvangst
| Beoordeeld door          | Jaar | Platform | Score |
| ------------------------ | ---- | -------- | ----- |
| Game Informer Magazine   | 2012 | iPhone   | 90%   |
| Gamer.nl                 | 2012 | iPhone   | 85%   |
| IGN                      | 2012 | iPhone   | 85%   |
| Gamereactor (Denemarken) | 2012 | iPhone   | 80%   |
| Jeuxvideo.com            | 2012 | iPhone   | 80%   |
| Gameblog.fr              | 2012 | iPhone   | 80%   |
| Vandal Online            | 2012 | iPhone   | 80%   |
| Pocket Gamer UK          | 2012 | iPhone   | 80%   |
| Metro.co.uk              | 2012 | iPhone   | 70%   |
| Everyeye.it              | 2012 | iPhone   | 50%   |

Het spel werd 100 miljoen keer gedownload in 76 dagen.